# ایمان‌بورلیق
ایمان‌بورلیق (به قزاقی: Imanburlyq) یک رود در قزاقستان است که در استان قزاقستان شمالی واقع شده‌است.